# Rue Eva-Kotchever
La rue Eva Kotchever est une voie nouvelle du 18e arrondissement de Paris située dans le quartier de la Chapelle.

## Situation et accès
La rue Eva Kotchever est principalement desservie par la ligne 12 du métro de Paris et la ligne 3a du tramway d'Île-de-France à la station Porte de la Chapelle.
Elle commence au 39, rue Pierre-Mauroy et finit au 40, rue des Cheminots.

## Origine du nom

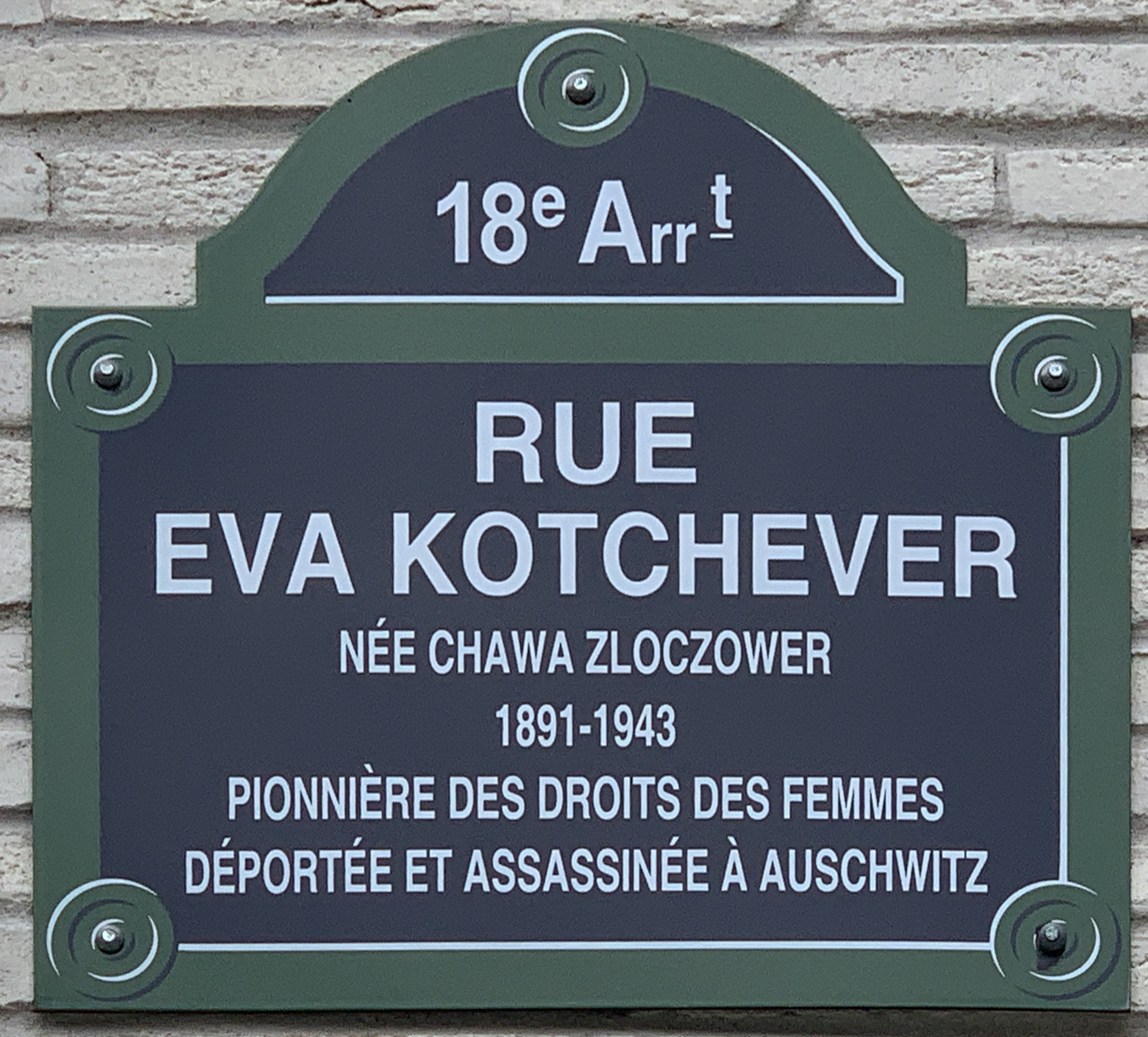
Plaque de la rue.

Elle porte le nom de la féministe américaine d'origine juive polonaise Eva Kotchever (1891-1943), née Chawa Złoczower, libraire à Paris, déportée par le Convoi n° 63 du 17 décembre 1943 depuis le camp de Drancy et assassinée en déportation à Auschwitz.

## Historique
La voie a été nommée sous le nom provisoire de voie CW/18, avant de prendre sa dénomination actuelle au Conseil du 18e arrondissement et du Conseil de Paris, officielle depuis le 4 octobre 2019.

## Équipements
- École polyvalente[3] Eva Kotchever[4];
- Crèche Eva Kotchever (99 berceaux)[5];
- Immeubles d'habitations ;
- Immeubles de bureaux et commerces ;
- Espaces publics végétalisés[6].

## Bâtiments remarquables et lieux de mémoire
- Le quartier de Chapelle international[7]
- Le parc Chapelle-Charbon
- La rue Pierre-Mauroy
- La rue des Cheminots
- Le boulevard Ney
- L'allée Lydia-Becker.